# Bringin (Kauman)
Bringin is een bestuurslaag in het regentschap Ponorogo van de provincie Oost-Java, Indonesië. Bringin telt 2118 inwoners (volkstelling 2010).